# プレニル基転移酵素
プレニル基転移酵素（プレニルきてんいこうそ、prenyltransferase）はプレニル基を基質に移す転移酵素の総称である。プレニルトランスフェラーゼとも言う。
反応様式から3つに大別できる。
1. イソペンテニル二リン酸（IPP）の先端にプレニル基を移す（head-to-tail condensation）ことでプレニル二リン酸（イソプレノイド鎖）を伸長させる酵素群。イソプレン単位の分岐構造のどちらの炭素に転移反応を起こすかによってシス-トランス異性体が生じるが、これは酵素によって決まっており、cisトランスフェラーゼ、transトランスフェラーゼ、のように区別する。ファルネシル二リン酸シンターゼ（FPPS）、ゲラニルゲラニル二リン酸シンターゼ（GGPPS）など。cis型とtrans型の酵素に互いに相同性はない（独立した起源を持つ）。
2. プレニル二リン酸の先端にもう一つのプレニル二リン酸のプレニル基を移す（head-to-head condensation）ことで、先端同士で結合した形の分子を生成する酵素群。スクアレン合成酵素やフィトエン合成酵素など。上記transトランスフェラーゼと相同である（共通の起源を持つ）。
3. イソプレノイド以外の分子にプレニル基を移す酵素群。ユビキノンやクロロフィルの合成や、タンパク質のプレニル化などに関わる。同じく上記transトランスフェラーゼと相同である。

文献によって、headおよびtailが逆に定義されている場合がある。

プレニル基転移酵素およびそれに相同な他のタンパク質群は、テルペノイド（イソプレノイド）生合成の根幹部分を支える大きな酵素ファミリーを形成している。イソプレノイドは、３つの生物ドメイン（真核生物、古細菌、細菌）すべてに存在しており、全生物の共通祖先（LUCA）の時代にはすでにイソプレノイドおよびプレニル基転移酵素は存在していたと推測され、プレニル基転移酵素の共通祖先はそこからさらにさかのぼる。実際、イソプレノイドは多くの一次代謝や細胞膜の形成（例えば古細菌）に不可欠であるため、地球上の生命の初期進化において重要な役割を果たしたと考えられる。プレニル基転移酵素の各サブファミリーの進化史や、テルペノイド合成に関わる他の酵素群（例えばステロイド合成に関与するオキシドスクアレン環化酵素）との関係性について広く研究されている。

## transトランスフェラーゼ

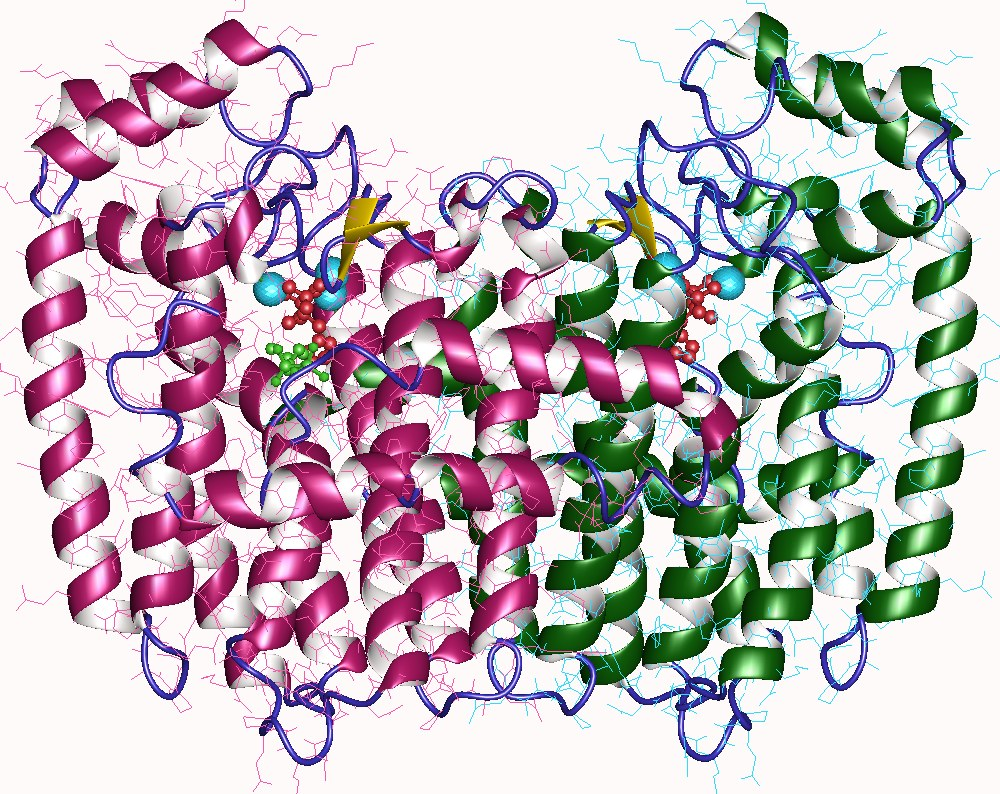
ヒト由来ファルネシル二リン酸シンターゼ

transトランスフェラーゼは、生体内で利用される様々な長さのポリプレニル鎖を合成する非常に重要な酵素群である。反応生成物を繰り返しイソペンテニル二リン酸に転移できるものが多く、結果的に鎖長の異なるプレニル二リン酸が生成されるが、鎖長の短いグループ、中程度のグループ、長いグループと3つに分ける場合がある。ただし、中鎖および長鎖トランスフェラーゼはまとめて長鎖トランスフェラーゼとされることが多い。実際、系統樹を描くとC25までの短鎖トランスフェラーゼとC30以上の長鎖トランスフェラーゼで別個のクレードを形成する。

### 短鎖トランスフェラーゼ
炭素数25、イソプレン単位5つまでのプレニル二リン酸を合成する。産物の鎖長はアミノ酸配列中に存在するDDx2-4Dモチーフ周辺のアミノ酸残基からある程度予測することができる。
| 産物                         | 鎖長 （炭素数） | EC番号   | 酵素名                                 |
| ---------------------------- | --------------- | -------- | -------------------------------------- |
| ゲラニル二リン酸             | 10              | 2.5.1.1  | ジメチルアリルtransトランスフェラーゼ  |
| ファルネシル二リン酸         | 15              | 2.5.1.10 | (2E,6E)-ファルネシル二リン酸シンターゼ |
| ゲラニルゲラニル二リン酸     | 20              | 2.5.1.29 | ゲラニルゲラニル二リン酸シンターゼ     |
| ゲラニルファルネシル二リン酸 | 25              | 2.5.1.81 | ゲラニルファルネシル二リン酸シンターゼ |

### 中鎖トランスフェラーゼ
炭素数30または35、イソプレン単位6または7のプレニル二リン酸を合成する。
| 産物                   | 鎖長 （炭素数） | EC番号            | 酵素名 |
| ---------------------- | --------------- | ----------------- | --- |
| ヘキサプレニル二リン酸 | 30              | 2.5.1.82 2.5.1.83 | ヘキサプレニル二リン酸シンターゼ (ゲラニルゲラニル二リン酸特異的) ヘキサプレニル二リン酸シンターゼ ((2E,6E)-ファルネシル二リン酸特異的) |
| ヘプタプレニル二リン酸 | 35              | 2.5.1.30          | ヘプタプレニル二リン酸シンターゼ |

### 長鎖トランスフェラーゼ
炭素数40から50、イソプレン単位8から10までのプレニル二リン酸を合成する。産物はユビキノン、メナキノン、プラストキノンなどの側鎖として利用されるほか、ある種の天然ゴム（ペルカゴム・ガタパーチャの樹脂）の生合成に使われる。
| 産物                   | 鎖長 （炭素数） | EC番号            | 酵素名 |
| ---------------------- | --------------- | ----------------- | --- |
| オクタプレニル二リン酸 | 40              | 2.5.1.90          | all-trans-オクタプレニル二リン酸シンターゼ                                                                                                  |
| ノナプレニル二リン酸   | 45              | 2.5.1.84 2.5.1.85 | all-trans-ノナプレニル二リン酸シンターゼ (ゲラニル二リン酸特異的) all-trans-ノナプレニル二リン酸シンターゼ (ゲラニルゲラニル二リン酸特異的) |
| デカプレニル二リン酸   | 50              | 2.5.1.91          | all-trans-デカプレニル二リン酸シンターゼ |

## cisトランスフェラーゼ
細胞壁の生合成等に関与する。